# Jarnac
Jarnac es una localidad y comuna de Francia, situada en el departamento de la Charente y en la región región de Nueva Aquitania. Está situada en la orilla derecha del río Charente, entre Angulema y Cognac.
Es la ciudad natal del expresidente de Francia François Mitterrand.
Desde agosto de 2004, la ciudad acoge cada año la Universidad de Verano de la Convention pour la sixième République.
La ciudad está situada en la zona de denominación de origen Coñac. En Jarnac e inmediaciones están establecidas grandes e importantes casas y también muchos pequeños productores de Coñac, de Pineau des Charentes y de Vino del país charentés.

## Geografía
- El punto culminante de Jarnac está situado en la avenida del Général Leclerc, al pie del depósito de agua de «Bellevue », con 40 m sobre el nivel del mar, pero la orilla del Charente y los muelles no están más que a 8-9 m, muy por debajo del nivel que alcanza el río cuando hay crecidas. Aunque en esas ocasiones algunas carreteras pueden quedar cortadas, es raro que haya inundaciones de casas.
- Situada en el extremo continental de la Saintonge, el arroyo la Guirlande marca el límite con el Angoumois.
- Unas 620 ha se destinan a la agricultura (principalmente viñedos).

### Hidrografía
- Con un relieve en valle,  Jarnac es bañado por el Charente.
- La comuna se sitúa en la gran cuenca hidrográfica Adour-Garonne.
- Existen pequeños afluentes del río Charente, como el arroyo de la Tenaie, que desemboca en la Charente antes de Jarnac, y el arroyo de la Gorre, después de Jarnac.

### Paisajes
- El paisaje, con una gran presencia del viñedo, aparece muy organizado y poco diversificado. No obstante, hay espacios boscosos o campos con presencia de cereales junto a los viñedos.
- Sin embargo, lo más significativo es el río Charente, «la más bella fosa del reino» según las palabras de Enrique IV de Francia, navegable durante 100 km; tiene un agua clara, numerosos peces, unas orillas admirables; alternancia de pequeñas iglesias, pueblos, granjas, todo en una naturaleza muy variada.

## Lugares, aldeas
- La Gibauderie, Lartige, Les Chabannes, Les Grands-Maisons, Malbrac, Nanclas, La Touche, Souillac.

## Blasón y divisa

Armas de la Casa de Chabot.

El lema de la ciudad es: Concussus Resurgo que se podría traducir por: «Golpeado, me vuelvo a levantar ».

## Acontecimientos históricos relacionados con la ciudad
- El Golpe de Jarnac, que no es, como suele pensarse, un acto de traición, sino un golpe de esgrima secreto, hábil y completamente leal. Esta estocada secreta permitió a Guy Chabot de Saint-Gelais, VII barón de Jarnac, vencer en duelo a François de Vivonne, Señor de la Châtaigneraie, el 10 de julio de 1547 en el castillo de Saint-Germain-en-Laye.[3]

- La Batalla de Jarnac, librada el 13 de marzo de 1569, que dio la victoria del duque de Angulema, duque de Anjou, futuro Rey Enrique III sobre las tropas protestantes del Príncipe de Condé, quien encontró allí la muerte.

## Administración
Lista de alcaldes sucesivos
| - 1790-1793 Abbé François Cauroy - 1793-.... Michel Limousin - año IX-año X Paul Demontis - año X-año XI Jean Ranson - año XI-1807 Charles Ranson - 1808-1810 Michel Limousin - 1810-1815 Pierre-Augustin Barbot - salida de 1815 Isaac Dupuy - 1816-1822 Gabriel Garreau | - 1822-1823 Henry Ferdinand Delamain - 1823-1824 Anne Ph. Henry Delamain - 1824-1831 César Demontis - 1831-1835 Barbier - 1840-1848 Th. George Hine - 1848-1851 Alexandre Bisquit - 1851-1856 Pierre-Louis Comandon - 1856-1859 Th. George Hine - 1859-1867 Charles Rousseau | - 1867-1870 F. Chemineau - 1871-1873 Charles Rousseau - 1874-1878 Paul Roullet - 1878-1881 Ernest Tricoche - 1881-1890 Louis Delamain - 1890-1908 Maurice Laporte-Bisquit - 1908-1919 Édouard Laporte-Bisquit - 1919-1925 Samuel Lacroix - 1925-1938 Ernest Merlin | - 1938-1941 André Royer, Radical-socialista - 1941-1944 Maurice Lacroux - 1944-1945 André Royer, Radical-socialista - 1945-1947 François Hine - 1947-1956 André Royer - 1956-1971 Jacques Fougerat - 1971-1977 François Hine - 1977-2001 Maurice Voiron, UDF - marzo de 2001 Jérôme Royer, PS |

## Demografía
| 1806                                                                 | 1820 | 1876 | 1901 | 1911 | 1921 | 1936 | 1946 | 1954 | 1962 | 1968 | 1975 | 1982 | 1990 | 1999 | 2007* |
| -------------------------------------------------------------------- | ---- | ---- | ---- | ---- | ---- | ---- | ---- | ---- | ---- | ---- | ---- | ---- | ---- | ---- | ----- |
| 1401                                                                 | 1934 | 4979 | 4911 | 4619 | 4075 | 3587 | 3885 | 4100 | 4574 | 4717 | 5042 | 4861 | 4786 | 4659 | 4508  |
| A partir de 1962 se considera la cifra de población sin duplicidades |      |      |      |      |      |      |      |      |      |      |      |      |      |      |       |
| * Encuesta anual (nuevo modo de cálculo del censo)                   |      |      |      |      |      |      |      |      |      |      |      |      |      |      |       |

## Economía
Las principales empresas son Courvoisier, Louis Royer, Thomas Hine & Co, Delamain, y Vilquin. Son empresas ligadas al viñedo, cuatro casas del Coñac y una empresa de construcciones metálicas.
El resto de la actividad económica está relacionado con el comercio y la artesanía de una pequeña ciudad próspera.

### Turismo
- El turismo relacionado con el recuerdo de François Mitterrand es constante, con la visita de su casa natal, donde hay expuestas fotos y documentos inéditos, el Museo François Mitterrand y la colección de objetos, esculturas, dibujos regalados al Presidente por personalidades del mundo entero, así como maquetas de las grandes obras arquitectónicas y de urbanismo impulsadas por François Mitterrand de 1981 a 1995 y también del cementerio de las Grands Maisons donde reposa.
- El descubrimiento de Jarnac, con el circuito histórico del viejo Jarnac, la visita de la ciudad vieja, de la iglesia de San Pedro y de la cripta.
- El espacio poético Pierre Boujut

### Agricultura
Unas 600 ha son tierras agrícolas, de las cuales 275 son viñedos destinados a la destilación para obtener coñac.

## Infraestructuras y servicios

### Educación
- Jarnac tiene dos escuelas infantiles públicas (Kergomard y de Bussy) y dos  escuelas primarias públicas (Ferdinand Buisson y Jules Ferry).

- Las escuelas Saint-Maurice y Sainte-Marie privadas católicas, dedicadas a la enseñanza infantil y primaria.

- Jarnac tiene un centro público para la enseñanza secundaria obligatoria (Jean Lartaut), un colegio privado católico (Juan XXIII) para ese mismo nivel, así como una Casa Familiar Rural (M.F.R.).

## Cultura y patrimonio

### Lugares de interés y monumentos
- La casa natal de François Mitterrand[7]
- El espacio cultural François Mitterrand.
- Es espacio poético Pierre Boujut.
- La iglesia de San Pedro, antiguo priorato de la diócesis de Saintes, perteneciente a la Abadía de Saint-Cybard desde el siglo VIII; reconstruida hacia finales del siglo XI.
- El Templo protestante: Jarnac fue muy pronto uno de los focos calvinistas del Angoumois.
- Convento, Prisión de Recoletos: en 1875, los edificios se convierten en almacenes de licores y se reformaron completamente.[8]
- La Alcaldía en la plaza Jean-Jaurès (2.062m²) 1867.

- Los alrededores de  Jarnac con múltiples iglesias de estilo románico.

## Personalidades vinculadas con la comuna
- François Mitterrand, presidente de la República Francesa de 1981 a 1995, nacido en Jarnac el 26 de octubre de 1916; reposa en el cementerio de Grand'Maisons.
- Guy Chabot de Saint-Gelais, 7° barón de Jarnac, (1514, † 6 de agosto de 1584), autor del célebre Coup de Jarnac el 10 de julio de 1547.
- Louis I de Borbón-Condé, Príncipe de Condé encontró la muerte durante la Batalla de Jarnac, que obtuvo el 13 de marzo de 1569, la victoria del duque de Angulema, duque de Anjou, futuro rey Enrique III sobre las tropas protestantes.
- Henri de Chabot, nacido en Jarnac en 1615, muerto en París en 1655, bisnieto de Guy Chabot funda la rama de los Rohan-Chabot al casarse con Marguerite de Rohan (1617- † 1684), única superviviente de los nueve hijos de Enrique II, duque de Rohan, príncipe de Léon. Los títulos y posesiones de Enrique de Rohan pasan a la Casa de Chabot. El título de duque de Rohan y par de Francia es vuelto a crear para él y se convierte también en Léon, conde de Porhoët y de Lorges, marqués de Blain y de La Garnache, barón de Mouchamps, señor de Héric y de Fresnay (tierra en Plessé), primer Barón de la nobleza y presidente nato de los Estados de Bretaña, gobernador de Anjou.
- Adrien Dubouché, (1818 - 1881) hombre de negocios y amante de las artes, cuyo nombre fue dado al Museo Nacional de Porcelana Adrien Dubouché de Limoges
- Pierre Marcilhacy, (1910- † 1987), fue Senador de Jarnac y candidato a las elecciones presidenciales francesas de 1965 con la etiqueta del Partido liberal europeo (François Mitterrand era también candidato en estas elecciones). También era escritor.
- Pierre Boujut, le poeta-tonelero, fundador de la revista La Tour de Feu, nació y falleció allí.
- Burgaud des Marets (Jean-Henri), nacido en Jarnac el 2 de noviembre de 1806, fallecido en París el 6 de octubre de 1873, reposa en la fosa familiar del cementerio de Grand'Maisons en Jarnac desde el 10 de octubre de 1873.
- Eutrope Lambert poeta y periodista.
- Thomas Hine, fundador de la casa de coñac Hine, con sede en Jarnac.
- Jean Desbordes, poeta. Amigo de Jean Cocteau. Muere en París debido a las torturas de la Gestapo.
- Martin Braud y Cédric Forgit Archivado el 12 de diciembre de 2007 en Wayback Machine., campeones de Europa 2006 de eslalon en canoa biplaza y vicecampeones por equipos, ya vicecampeones en 2004.

## Hermanamientos
- Dalkeith, Escocia, 1960. Ver Dalkeith (en inglés)[9]
- Lautertal, Alemania, 1982. Ver Lautertal (en alemán)[10]
- Donnacona (Quebec, Canadá, 1995.[11]
- Dogliani, Italia, 2000, Ver Dogliani (en italiano)[12]